# Sanford Wallace
Sanford "Spamford" Wallace (geboren ca. 1968) is een Amerikaan die bekend werd toen hij in 1997 zichzelf uitriep tot spamkoning. Hij kwam in conflict met de overheid van de Verenigde Staten, de antispamactivisten en grote bedrijven zoals Facebook en MySpace. Sanford Wallace begon met het versturen van faxen en e-mail spam.

## Vroege carrière

### 1990-1997
Eind 1990 stond zijn bedrijf Cyber Promotions, alias Cyberpromo, op een zwarte lijst vanwege het versturen van ongewenste e-mails. Als gevolg van zijn persistente spampraktijken verwierf Wallace de spottende bijnaam 'Spamford'. Dit deerde hem niet; later registreerde hij de domeinnaam spamford.com.
Voorafgaand aan zijn spamavonturen had Wallace bekendheid in de marketing. Hij werd aangezien als iemand die zich bezighield met ongewenste faxmarketing. De praktijk is in de Verenigde Staten sinds 1991 verboden.

In 1995 deed de door Wallace gevormde Cyber Promotions zijn intrede in de spammarkt. Dankzij een zelfmarketingcampagne werd Cyberpromo de succesvolle verkoper van e-mailmarketing en de nummer één als bron van ongevraagde e-mail. Nadat Cyberpromo niet werd aangezien en benoemd als legitieme firma, verstuurde Wallace op het eind van 1997 terug met junkfaxen.

No-spam

### 1998-2001
Het bedrijf van Sanford Wallace bracht vervolgens spam ontduikingstactieken op de voorgrond van de spamstrijd. Valse terugkerende adresgegevens, relaying en multihoming behoorden tot de vele twijfelachtige praktijken van Cyberpromo om te garanderen dat hun reclame enige invloed zou hebben.
In april 1998 verklaarde Sanford Wallace publiekelijk dat hij gestopt was met spammen. Cyberpromo werd veranderd naar de naam GTMI. Maar GTMI werd overspoeld door financiële problemen. Daarnaast hadden de mensen geen vertrouwen in Sanford Wallace uitspraak dat hij namelijk geen illegale praktijken meer zou plegen. Daardoor duurde het bestaan van GTMI niet lang en ging het failliet.
Nadat Wallace zijn internetverbinding werd verbroken door de illegale spam die hij verspreidde in 1999, spande hij een rechtszaak tegen antispamactivist Mark Welch, maar verliet de rechtszaak een maand later.
Het leek er op dat Sanford Wallace de internetmarketing niet volledig had verlaten. In 2001 was hij gelinkt aan een website, passthison.com, die meerdere vensters opent wanneer een gebruiker op een bepaalde website surft. Wallace was ook betrokken bij een andere project, SmartBotPRO.NET, die nu niet meer actief is op het internet.

### 2002-2006
In oktober 2003 was Sanford Wallace bekend als dj in New Hampshire, daar werkte hij wekelijks in verscheidene nachtclubs. Wallace werkte als dj onder de naam DJ MasterWeb. Hij was ook de eigenaar van een nachtclub in New Hampshire, deze nachtclub noemde Plum Crazy. De Plum Crazy moest de deuren sluiten door bankroet in 2004.
Op 8 oktober 2004 spant de Federal Trade Commission een rechtszaak tegen Wallace en zijn bedrijf SmartBOT. De beschuldiging omvatte het infecteren van vele computers met spyware en daarna software aan te bieden aan $30, deze software zou het probleem op de geïnfecteerde computer moeten kunnen oplossen.
In 2005 werd aangekondigd dat Wallace ging stoppen met de software te verspreiden totdat de kosten met FTC waren vereffend. Vervolgens werd er een verbod en verstekvonnis uitgevaardigd tegen Wallace en zijn medewerkers om spyware of software te verspreiden zonder de toestemming van de consument.
In maart 2006 diende de Federal Trade Commission opnieuw een klacht in tegen Wallace en SmartBOT voor praktijken die vergelijkbaar waren met de rechtszaak in 2004. Ditmaal werden Wallace en zijn medewerkers verplicht tot het betalen van een boete van $ 5.089.550,48.

### 2007-2011
In 2007 had MySpace een klacht ingediend tegen Wallace voor phishing en spam. Wallace had gebruikgemaakt van geautomatiseerde software die niet toegestaan was op MySpace. Hij had deze software gebruikt om 11.000 nepprofielen te creëren. Deze nepprofielen hadden als doel om gebruikers van MySpace te verbinden met andere websites. In juli 2007 heeft een Amerikaanse rechter Audrey B. Collins een verbod opgelegd aan Wallace. De inhoud van dit verbod was dat Wallace geen MySpaceprofielen meer mocht aanmaken of enig gebruik mag maken van MySpace. In mei 2008 werd aan Wallace en zijn zakenpartner een boete opgelegd van 230 miljoen dollar aan het bedrijf MySpace, nadat ze niet wilden verschijnen voor de rechtbank.
Op 29 oktober 2009 legde rechter Jeremy D. Fogel aan Wallace een boete van 711 miljoen dollar op. Deze grote geldsom was Wallace verschuldigd aan de sociaalnetwerksite Facebook. Hij kreeg de boete omdat hij grote schade aan Facebook had aangericht door het versturen van spam en spyware op vele profielen van gebruikers.
Wallace zou in 2008 en 2009 ongeveer 27 miljoen spamberichten verzonden hebben op Facebook.
Op 4 augustus 2011 werd Wallace nog eens voorgeleid voor een rechter in San Jose in Californië. Hij werd verdacht van verschillende illegale praktijken, waaronder het opzettelijk schade toebrengen aan computers en elektronische fraude. De aanklacht tegen hem vloeide voort uit een twee jaar durend onderzoek van de FBI naar Wallace' illegale infiltratie in Facebook, waar hij de gebruikers van de sociaalnetwerksite voortdurend bestookte met spamberichten en spyware.
Wallace had zich die dag vrijwillig aangegeven bij de FBI.